# Paul Gray
Paul Dedrick Gray (Los Angeles, 8 de abril de 1972 – Des Moines, 24 de maio de 2010) foi um baixista estadunidense, conhecido por tocar na banda de nu metal Slipknot, seu número era o #2.
Paul foi o co-fundador do Slipknot junto com Shawn e Anders (ex-vocalista), sendo o único dos integrantes da banda que anteriormente não morava no estado de Iowa.
Tocou também em bandas como Vexx, Body Pit, Anal Blast e Inveigh Catharsis, fazendo também uma pequena participação no The Havenots.

## Vida pessoal e carreira
Paul nasceu em Los Angeles, Califórnia, pouco antes da sua família mudar-se para Des Moines, Iowa. Em sua juventude, Gray realizava trabalhos em bandas como Anal Blast, Vexx, Body Pit e Inveigh Catharsi.
Emprestando seu talento como baixista da banda, Gray também cantou como vocal de apoio em canções selecionadas do Slipknot que realizaram ao vivo, entre elas "Spit It Out", "Get This", "People = Shit", "Disasterpiece", "Three Nil", "Pulse Of The Maggots", "Before I Forget" e "Psychosocial", normalmente quando a voz do vocalista Corey Taylor tornou-se muito seca, cansada ou rouca. Fora do Slipknot, Gray tocou como baixista para Unida durante a sua tour 2003, apareceu na Drop Dead e Gorgeous, fez uma breve turnê com Reggie e apareceu no Roadrunner United project, realizando no baixo "The Enemy" e "Baptized in the Redemption" no projeto do álbum The All-Star Sessions.
Em Junho de 2003, Gray foi preso por dirigir sob a influência de drogas. Criou-se polémica entre os fãs do Slipknot quando surgiram a partir do incidente, com a exceção de Corey Taylor e o guitarrista James Root, fotografias dos membros da banda sem máscara, o que era bastante raro.

## Morte
Paul Gray morreu em 24 de maio de 2010 com 38 anos. Foi encontrado por um empregado no dia 24 de maio, num quarto do Hotel Urbandale. as 10h30 da manhã. Paul Gray, deixou então viúva a sua mulher Brenna Gray, modelo da GodsGirls.com, grávida de 5 meses do músico.
Quando morreu, era um dos três fundadores da banda Slipknot ainda na banda, e o único que tinha mantido o seu papel original na banda devido à mudança do Clown da bateria para percussão personalizada.
Em 25 de maio de 2010, a banda realizou uma entrevista coletiva formal:
| “ | A única forma de resumir Paul Gray, é o amor. Tudo o que ele fez, ele fez pelos que estavam ao seu redor. Não importando se ele te conhecia ou não. E foi isso o que ele deixou para nós. O amor absoluto. | ” |
|   | — Corey Taylor. |   |

| “ | Ele era o tipo de pessoa que queria que tudo corresse bem e que todos se concentrassem na banda. Ele era um ótimo amigo e uma ótima pessoa. Sua falta vai ser sentida e o mundo vai ser um lugar diferente sem ele | ” |
|   | — Shawn Crahan. |   |

| “ | Ele era uma pessoa incrível e eu apenas quero que as pessoas se lembrem dele dessa maneira. Nossa filha vai lembrar dele pelo jeito que ele era | ” |
|   | — Brenna Gray. |   |

A causa da morte foi declarada como overdose acidental. Foi encontrado um nível fatal de morfina e fentanil em seu sangue, mas tendo sido descartada a hipótese de suicídio.
Em 2012 Daniel Baldi, médico de Paul Gray, foi acusado de homicídio culposo por seu envolvimento em oito mortes, incluindo a de Gray. As acusações são de receitar quantidades elevadas de analgésicos para pessoas que mais tarde morreriam, mesmo com indicação por familiares e amigos que os pacientes estariam abusando das medicações. Baldi apresentou-se em setembro de 2012 ao tribunal de Polk Country.

## Legado
A música Flat Lace de Sid Wilson foi escrita para Paul Gray. No final de cada show do Memorial World Tour os membros do Slipknot, em tributo a Paul Gray, ficavam ao lado de uma imagem dele enquanto a música Till We Die tocava ao fundo. O quinto álbum de estúdio da banda, .5: The Gray Chapter, lançado em 2014, foi nomeado em sua homenagem.

## Máscaras
Gray usava fitas ao redor de sua cabeça para a sua máscara. Mais tarde, ele mudou para uma suína de Halloween, essa foi a máscara que ele usou para o Self-Titled da época. Essa máscara representava sua personalidade indulgente. A próxima máscara foi utilizada para o Iowa, a máscara tem olhos escuros e buracos, mantém o mesmo nariz. No entanto, a boca está faltando. Sua terceira máscara é uma máscara que tem barras metálicas na área da boca, juntamente com uma bala no buraco feito decoração. Ela também tem uma rachadura decorado a ela. Gray utilizou essa para o presente Vol. 3: (The Subliminal Verses).
Sua máscara mais recente para o All Hope Is Gone era cinza, com barras de ferro como sua terceira máscara anterior, mas as barras estão alinhadas e a bala no buraco e decorações foram removidas. Sua máscara era feita de couro e costurada.